# Трофимов, Георгий Владимирович
Георгий Владимирович Трофимов, по американским документам Джордж Трофимофф (англ. George Trofimoff; 9 марта 1927 — 19 сентября 2014) — американец русского происхождения, полковник Армии США, офицер разведки. 27 сентября 2001 года Федеральным судом США осуждён пожизненно за шпионаж в пользу СССР в 1970-е и 1980-е годы. Будучи полковником, является самым высокопоставленным офицером США, когда-либо осуждённым по обвинению в шпионаже.

## Ранние годы и происхождение
Георгий Владимирович Трофимов родился 9 марта 1927 года в Берлине, столице Веймарской Республики, в семье русских эмигрантов. Дед по отцовской линии — Владимир Иванович Трофимов, генерал Русской императорской армии. Арестован как контрреволюционер и казнён по приговору ВЧК в 1919 году. Отец — Владимир Владимирович Трофимов, окончил Пажеский корпус, служил майором в Белой армии. Мать — Екатерина Картали, известная концертная пианистка, замуж за Владимира вышла в 1926 году; спустя год после рождения сына скончалась. После кончины жены Владимир Владимирович разорился, сына отдал на воспитание своим друзьям — Владимиру и Антонине Шаравовым, также белоэмигрантам. У Антонины был сын от первого брака Игорь Владимирович Зуземиль, позже ставший известным как Ириней, митрополит Венский и Австрийский Русской православной церкви за границей. Георгий называл Иринея вплоть до конца своих дней «своим братом».
В 1943 году Владимир Владимирович Трофимов сочетался вторым браком, однако в связи с авианалётами союзных войск на Берлин семья снова была разделена. Осенью 1944 года Георгий попал под призыв вермахта, однако дезертировал и сбежал в Пильзен, откуда во время наступления советских войск ушёл в американскую зону оккупации Германии. Некоторое время работал переводчиком в Армии США, позже нелегально перебрался в Париж, где был тепло встречен белоэмигрантами, хорошо знавшими его отца и деда. С помощью финансирования квакеров он перебрался в США, вылетев рейсом из Амстердама в Нью-Йорк. Только в 1949 году Георгий встретился снова с родителями. В 1951 году он получил гражданство США.

## Армия и шпионаж
В 1948 году Георгий был призван в Армию США, в 1953 году был отправлен в резерв. В 1956 году с почётом вышел в отставку, в 1987 году окончательно покинул армию в звании полковника. С 1959 по 1994 годы он, будучи гражданским лицом, был вольноопределяющимся сотрудником Разведывательного управления Министерства обороны США и работал в Лаосе и ФРГ. Он имел доступ к документам с грифом «Секретно» и «Совершенно секретно». В 1969 году был направлен в 66-ю военную разведывательную группу Армии США в Объединённом центре допросов в Нюрнберге, где проводились допросы перебежчиков из СССР и других стран ОВД в присутствии представителей американской, французской и немецкой разведок. Полковник Трофимов как глава американского контингента вплоть до 1994 года имел высшую форму допуска ко всей засекреченной информации.
Согласно информации от ФБР, Трофимов установил связь со своим приёмным братом Игорем Зуземилем, который принял монашеский постриг под именем Ириней и был архиепископом Баденским и Баварским в 1971—1975 годах, а с 1975 и до конца своей жизни был митрополитом Венским и Австрийским. Под влиянием Иринея Георгий был завербован ПГУ КГБ под агентурной кличкой «Маркиз». По данным ФБР, Зуземиль был агентом КГБ под псевдонимом «Икар», а вербовка священнослужителей не была чем-то из ряда вон выходящим в КГБ. В 1960-е годы Трофимов и Ириней неоднократно встречались, установив крепкие дружественные отношения, и именно это стало одной из предпосылок сотрудничества Трофимова с КГБ. Он был завербован в 1969 году, о чём говорил следующее:

... наверное, это было в 1970-е, но было очень неформальным. Никто не фотографировал, мы просто общались. Он мог меня о чём-нибудь спросить, а я устно бы ответил ему. Он спросил меня о текущих событиях. Во-первых, это был просто разговор один-на-один. Он бы меня спросил о чём-нибудь, что я думаю, и потом добавил бы «А что думают твои люди?» или «А что думает американское правительство?».
Оригинальный текст (англ.)... it must have been the '70s. But it was very informal. There were no photographs, there was just talking. He would ask me something and I would tell him something--verbal information. He had a few questions about current events. First, it was just a conversation between the two of us. He would ask my opinion on this and that--then, he would maybe ask me, 'Well, what does your unit think about it?' Or, 'What does the American government think about it?'

О возможных подозрительных действиях со стороны Иринея Трофимов отвечал:

Нет, в начале не было. Я сказал, что мне нужны деньги. Моя жена купила мебель, а я не могу расплатиться и не знаю, как мне достать деньги. Он мне ответил: «В общем, я тебе одолжу кое-что». Он мне дал примерно тысяч 5 марок, но этого не хватило, и через недели-три четыре я сказал: «Помоги мне ещё раз. Я отдам их тебе, как только смогу». И на этом закончилось. Он со мной переговорил пару раз, а потом сказал: «В общем, ты мне ничего не должен. Если нужно, я могу предоставить, не беспокойся. Но тебе нужно сделать вот это и вот это». Так всё и началось.
Оригинальный текст (англ.)No, not in the beginning. I said I needed money. And I told him my wife bought some furniture and I can't pay for it, I don't know how to get the money. And he says, 'I tell you what, I'll loan it to you.' So he gave me, I think, 5,000 marks and then, it wasn't enough, because I needed more, and about three or four weeks later I said to him, 'You gotta help me one more time, and I'll give it back to you when I have a chance.' And that was the end of it. Then he talked to me a couple times. Always like this. Then he says, 'Well, you know, I'll tell you what. You don't owe me any money. And if you need some more, I can give you some more. Don't worry about it. You're going to have to have a few things, this and that.' And this is how it started.

Каждый секретный документ Трофимов уносил к себе домой, чтобы сфотографировать его на специальный фотоаппарат на треножнике, а потом возвращал обратно все документы. Снимки передавались агентуре КГБ на встречах в Австрии. Среди попавших в руки советской разведки документов были документы о разведывательных потребностях вооружённых сил США, справки об имевшейся у американцев информации об армиях стран Варшавского договора, руководства по сбору информации на определённые темы и т.д. Трофимов приобрёл по рекомендации Иринея мини-фотоаппарат «Minox», ставший известным в СССР в связи с делом Олега Пеньковского, но позже вернул его обратно, поскольку считал, что хранить его будет слишком опасно. Согласно показаниям перебежчика и бывшего генерала КГБ Олега Калугина, данным под присягой 20 июня 2001 года в суде США, митрополит Ириней переводил Трофимову денежные средства за все операции для КГБ. В частности, Трофимову переводили в неделю около 7 тысяч немецких марок, применяя при этом уже использованные счета. Однажды Трофимову понадобилось оплатить первый взнос за дом, и митрополит Ириней перевёл ему около 90 тысяч немецких марок (по курсам 2000 года эта сумма составила бы около 44 тысяч долларов США). Калугин под присягой заявил, что в 1978 году пригласил на дачу Иринея и высоко оценил его услуги по вербовке Трофимова, а советское военное командование на основании докладов Трофимова внесло изменения в свои военные планы.
В 1987 году по просьбе Иринея Трофимов вынужден был прекратить свою деятельность, а позже разбил свою фотокамеру молотком и выбросил в мусорное ведро. По суммарным подсчётам, проведённым Федеральным ведомством уголовной полиции Германии, ФБР и Министерством юстиции США, всего Трофимов получил около 250 тысяч долларов США за время своей работы на КГБ. По словам Калугина, тот был награждён Орденом Красного Знамени за свою работу с формулировкой «за особое мужество, самопожертвование и отвагу, проявленные при защите социалистической родины» — обычно ценных агентов КГБ поощряли лишь денежным вознаграждением. По словам представителей ФБР, нанесённый Трофимовым урон был не слишком значительным, но противоположной точки зрения придерживался Олег Гордиевский, который полагал, что Трофимов нанёс серьёзный ущерб общественно-политической системе США.

## Арест в Германии
В 1992 году бывший сотрудник архивного управления при Первом главном управлении КГБ СССР Василий Митрохин бежал в Великобританию с большим количеством секретных документов КГБ, ставших известными как «архив Митрохина». Согласно информации Митрохина, в Центре допросов был «крот», действовавший под псевдонимом «Маркиз» и передавший советской разведке почти 50 тысяч страниц секретной и конфиденциальной документации (80 папок) за 25 лет. В советских документах агент «Маркиз» фигурировал как американский офицер разведки, а его курьером был священнослужитель РПЦ.
14 декабря 1994 года полковник Трофимов и митрополит Ириней были арестованы и допрошены Федеральной криминальной полицией Германии, которая вышла на Трофимова на основании информации Митрохина. Трофимов, находившийся в заключении, узнал от своего охранника, что его доступ к секретным документам был отменён, а его самого лишили права на получение пенсии. Трофимов и Ириней предстали перед Федеральным верховным судом Германии (председатель суда — доктор Бернхард Боде). Во время процесса Ириней признал, что действительно давал Трофимову деньги «в долг», но отверг обвинения в сотрудничестве с КГБ, признав при этом влияние спецслужб на церковь. Митрополит также признал, что у Трофимова были сильные личные отношения с домохозяйкой Гудулой Волкер.
Однако Трофимову и Иринею в итоге не предъявили никаких обвинений и освободили обоих: было установлено, что истёк соответствующий срок давности по законам ФРГ о шпионаже, который составляет 5 лет, а суд не нашёл убедительных доказательств того, что упомянутый в документах «Маркиз» и Трофимов — одно и то же лицо. Пятая жена полковника, Ютта Трофимова, которая работала во Флориде косметологом, была опустошена арестом своего мужа и призналась, что никогда прежде не слышала, чтобы её муж занимался шпионажем. После встречи с мужем она потребовала от него объяснений, и Георгий заявил: «Готов поклясться на могилах своих родителей, что не совершал ничего противозаконного». Она же говорила, что если бы заподозрила мужа во лжи, то развелась бы немедленно с ним.

## Отставка
После освобождения и вынужденного ухода в отставку Трофимов уехал со своей женой в штат Флорида, в Мельбурн, где на накопленную пенсию в 121 550 долларов США приобрёл дом на участке, отведённом исключительно для военнослужащих. Получая военную пенсию ежемесячно в размере 5300 долларов США и гражданскую пенсию в размере 350 долларов США, Трофимов достаточно быстро растратил значительную часть своих средств. По словам полковника Энди Байерса, соседа Трофимова, тот угощал соседей мясными деликатесами и вином. Георгий позже сознался, что поступал неразумно:

… в общем, там у нас накопились огромные долги, особенно на готовых кредитных картах. Признаю, что я виноват в том, что затянул нас в эту яму. Ютта предупреждала меня, но я и слушать её не хотел, думая, что благодаря своему уму выберусь из этой дилеммы. Я взял второй ипотечный кредит, который временно помог… но только временно.
Оригинальный текст (англ.)... we had therefore acquired considerable debts, especially on the so-readily available credit cards. I have to admit that I was the person responsible for getting us into this hole. Jutta kept cautioning me, but I just didn't want to listen to reason, and thought to be smart enough to get us out of this dilemma. I took out a second mortgage on the house, which temporarily relieved the burden ... but only temporarily

В итоге Трофимов вогнал семью в большие долги и вынужден был устроиться работать фасовщиком в местный супермаркет Publix, чтобы избавиться от долгов. По словам Байерса, Трофимов постоянно говорил о том, что его брат после смерти оставит ему все свои деньги.

## Арест в США
Информация о суде в Германии дошла до ФБР, что стало для них формальной возможностью начать закрытое расследование действий Трофимова. В ходе расследования для выяснения подробностей на встречу к Трофимовым был направлен действовавший под прикрытием агент ФБР, американец русского происхождения Дмитрий Дружинский, который в течение своей карьеры изображал оперативника КГБ и неоднократно разоблачал «кротов». Так, в 1988 году он арестовал штаб-сержанта Джеймса Холла III, который работал на КГБ и Штази. 10 июля 1997 года Трофимову пришло некое письмо якобы от Посольства Российской Федерации в США, а позже поступил звонок: звонивший представился как агент Службы внешней разведки России при посольстве РФ в США Игорь Галкин. Он попросил Трофимова встретиться с тем, чтобы передать тому все причитающиеся средства за оказанные Трофимовым давние услуги советской разведке. Трофимов, изначально не доверяя предложению, всё же согласился на взаимовыгодное сотрудничество, при этом предположив, что ему предлагают ту самую сумму денег, которую ему завещал Зуземиль (тот умер в 1999 году в Мюнхене).
24 февраля 1999 года Дружинский встретился с Трофимовым в мотеле «Comfort» недалеко от своего дома, тайно записав разговор на видеоплёнку. Трофимов в ходе шестичасовой беседы рассказал подробности о своей работе на КГБ (в том числе и то, какие документы он передавал тайно советской разведке) и пожаловался на нехватку финансовых средств, добавив при этом:

В общем, я вот что скажу. Я в душе русский, а не американец, и американцем никогда не был. Я просто помогал Родине, я об этом сотни раз говорил — ради Родины, не ради большевиков, не ради коммунистов.
Оригинальный текст (англ.)Actually, I tell you. In my soul, I'm Russian, I'm not an American ... I was never an American, it's just ... help for the Motherland ... I said many times that I was doing it for the Motherland, not for the Bolsheviks, not for, not for the Communists

Дружинский пообещал предоставить от СВР финансовую помощь Трофимову, но не сразу. 10 мая 2000 года после пятимесячного перерыва он снова вышел на связь по телефону и в ответ на упрёки Трофимова в том, что СВР забыла его, заявил, что не собирался его сдавать и готов уже помочь:

«Галкин»: Нет, нет, мы тебя не забыли, Джордж. Послушай, Джордж, у меня для тебя хорошие новости. Всё утверждено, мы сейчас дорабатываем мелочи. Можно ли с тобой встретиться в Тампе 14 июня? Я тебе перезвоню за неделю, чтобы сообщить, где и когда точно встретиться.
Трофимов: Игорь, ты просто спас мне жизнь. Я уж готов был застрелиться. Прекрасно, большое спасибо.
Оригинальный текст (англ.)No, no. We did not forget you, George. Listen, George, I have good news for you ... Everything has been approved ... And we're finalizing the last of the details. And can I meet you in Tampa on June 14? ... I will call you about one week before that ... to tell you exactly what time and place.

Oh, Igor, you're, uh, saving my life ... I was ready to put a bullet in my head ... Wonderful ... I thank you very much ...

15 июня 2000 года Трофимов был задержан ФБР. Незадолго до ареста он прибыл в Международный аэропорт Тампа и остановился в отеле Hilton, ожидая прибытия «Галкина», который должен был доставить 20 тысяч долларов наличными; именно там его и задержали. Помощник прокурора США Терри Фурр сказал, что Дружинский блестяще сработал под прикрытием. Некоторые из российских изданий, получив информацию об аресте Трофимова, по ошибке связали это событие со случившимся сутками ранее арестом Владимира Гусинского в Москве.

## Суд и приговор
4 июня 2001 года в Тампе начался суд над полковником Армии США Джорджем Трофимовым, председателем суда был назначен Сэм Гиббонс, также в суд вошёл гражданский судья Марк Пиццо. Сторону обвинения представили прокурор Донна Буцелла и помощник прокурора Терри Фьюрр, сторону защиты — назначенный судом адвокат Даниэль Эрнандес. В адрес Трофимова были предъявлены обвинения по 32 пунктам, полный список которых Большое жюри получило от сотрудников ФБР на 13 страницах. В ходе судебного разбирательства представитель армейского руководства Элин Кэннелис сообщила, что личное дело Трофимова было изъято органами безопасности. Буцелла, сообщая подробности обвинения в адрес Трофимова, не назвала нанесённый Трофимовым ущерб, однако заявила, что из-за комплекса факторов (чувствительности центра, нахождения представителей разных стран, потенциального доступа Трофимова к любому из документов и продолжительности его работы) в сфере безопасности образовалась огромная лазейка. В течение 50 минут на слушаниях в Тампе Фьюрр зачитывал информацию о шпионской деятельности Трофимова, представив в качестве доказательств обвинения около 70 отчётов толщиной с телефонную книгу каждый, которые были переданы Трофимовым КГБ. Обвинение потребовало от суда приговорить Трофимова минимум к 25 годам лишения свободы, что фактически было эквивалентно пожизненному лишению свободы с учётом преклонного возраста Трофимова.
Все обвинения в свой адрес Трофимов отверг, сказав, что отчаянно нуждался в деньгах, вследствие чего выдумал всю историю с работой на КГБ. Эрнандес, который строил защиту на утверждениях Трофимова о том, что тот всегда считал своей родиной США, а не Россию, просил суд отпустить его подзащитного под залог в размере почти 300 тысяч долларов США в обмен на подписку о невыезде. Суд отказался отпускать Трофимова на основании заявления Фьюрра о том, что обвиняемый может при первой же возможности прийти в российское посольство и получить политическое убежище.
Слушания в Тампе продлились около полутора часов. По свидетельствам находившихся в зале, Трофимов был бледным на протяжении всего суда, и его постоянно сводили судороги. Главным свидетелем обвинения на суде был бывший генерал КГБ Олег Калугин, который возглавлял Первое главное управление КГБ СССР до своего бегства и подтвердил, что встречался в Австрии с агентом «Маркиз», коим и был Трофимов. Также показания давал бывший морской пехотинец Клейтон Лоунтри, который рассказал о методике КГБ по вербовке агентов. Генерал-лейтенант КГБ Николай Леонов выразил сомнения в достоверности показаний Калугина, поскольку фамилия Трофимова не фигурировала ни в одном из документов КГБ; более того, были упомянуты имена сотрудников внешней контрразведки (Анатолий Киреев, Виктор Чернышёв и Юрий Лысов), с которыми встречался Трофимов, хотя передавал секретную информацию только через Иринея. Олег Калугин, который отказывался комментировать свою причастность к аресту Трофимова, изначально не желал выступать на судебном процессе даже в качестве свидетеля, ссылаясь на то, что вся необходимая информация уже есть у следствия, однако вынужден был под давлением прокуратуры прибыть в суд.
Перед вынесением вердикта суда присяжных Трофимову предложили в обмен на чистосердечное признание всего лишь 10 лет тюрьмы вместо пожизненного лишения свободы, но он отказался. 26 июня 2001 года Большое жюри признало Трофимова виновным в шпионаже. Были доказаны обвинения в том, что Трофимов поставлял всю информацию американской разведки архиепископу Иринею и курировавшим его сотрудникам линии «КР» Управления «К» Первого главного управления КГБ, с которыми он встречался в ряде западногерманских и австрийских городов (в том числе в австрийском Бад-Ишле). Председатель коллегии присяжных Марк Кинг заявил, что если бы Трофимов был невиновен, он бы сообщил в ФБР о контакте с неким Галкиным, но на суде он ещё и пытался сочинить на ходу себе алиби. Несмотря на просьбы адвоката о снисхождении, 27 сентября 2001 года Трофимов был судом приговорён к пожизненному лишению свободы. Только тот факт, что Трофимов работал гражданским лицом в следственном центре, избавил его от Военного трибунала.

## После приговора
Вплоть до конца своих дней Трофимов, отбывая наказание в тюрьме города Викторвилль (штат Калифорния), твердил, что всегда был патриотом своей страны, прослужившим почти 47 лет, и верным офицером Армии США. В интервью 2002 года, данном журналисту Скотту Пелли из программы «60 Minutes» телеканала CBS, Трофимов настаивал, что упомянутые им имена советских агентов, о которых он сообщил в телефонном разговоре Дружинскому, были выдуманы, а суд его приговорил к пожизненному лишению свободы исключительно на основании показаний Калугина.
Георгий Владимирович Трофимов скончался 19 сентября 2014 года.

### СМИ
- Jamie McIntyre. Retired U.S. Army Reserve colonel accused of selling secrets to Soviet Union (англ.). CNN (14 июня 2000). Архивировано 5 декабря 2006 года.
- Christopher Marquis. Onetime Army Employee Is Charged With Spying for Russia for at Least 25 Years (англ.). The New York Times (15 июня 2000). Дата обращения: 10 февраля 2019.
- Mary-Jayne McKay. A Perfect Spy (англ.). CBS (25 марта 2002). Дата обращения: 14 января 2019.
- Audio indictment read by U.S. Attorney Donna Bucella (англ.). CNN (14 июня 2000). Архивировано 20 мая 2011 года.
- Jim Leusner. Spy secrets unravel for military retire. Orlando Sentinel (21 июня 2000). Дата обращения: 10 февраля 2019.

### Прочие источники
- SPY CASES - UNITED STATES. Trofimoff (англ.). The Literature of Intelligence - Muskingum College. Дата обращения: 14 января 2019.
- Hayden B. Peake. Intelligence in Recent Public Literature (англ.). CIA Bookshelf (15 апреля 2007). Дата обращения: 14 января 2019.